# Simon Talacci
Simon Talacci (3 gennaio 2001) è uno sciatore alpino italiano.

## Biografia
Originario di Livigno e attivo dal novembre del 2017, Talacci ha esordito in Coppa Europa il 13 febbraio 2019 a Sarentino in combinata (85º) e ai Mondiali juniores di Narvik 2020 ha vinto la medaglia d'argento nella discesa libera; il 21 dicembre 2023 ha conquistato a Valloire in slalom gigante il primo podio in Coppa Europa (2º) e ha debuttato in Coppa del Mondo il 6 gennaio 2024 ad Adelboden nella medesima specialità, senza qualificarsi per la seconda manche. Non ha preso parte a rassegne olimpiche o iridate.

## Palmarès

### Mondiali juniores
- 1 medaglia:
  - 1 argento (discesa libera a Narvik 2020)

### Coppa Europa
- Miglior piazzamento in classifica generale: 23º nel 2024
- 3 podi:
  - 1 secondo posto
  - 2 terzi posti

### Campionati italiani
- 1 medaglia:
  - 1 argento (slalom gigante nel 2024)